# Anodenspannung
Die Anodenspannung ist die Spannung, die zwischen der Anode und der Kathode einer Elektronenröhre oder Bildröhre anliegt. Sie liegt oft im Bereich 200–300 V und mehr, es gibt aber auch Niederspannungsröhren, die bereits mit einer Anodenspannung um 6 V arbeiten, und bei Bildröhren wird eine Hochspannung im Bereich von wenigen kV bei kleinen Oszilloskopröhren bis über 30 kV bei großen Farbfernsehröhren verwendet. Sie bildet in der Röhre ein elektrisches Feld aus, welches die von der Heizkathode freigesetzten Elektronen zur Anode beschleunigt. 
In den Anfangszeiten der Radiotechnik wurde die Anodenspannung durch eine Anodenbatterie mit entsprechend vielen Elementen erzeugt. Seit spannungsfeste Gleichrichter vorhanden sind, wird die zu niedrige, auf der primären Seite vorhandene (Netz-)Spannung entweder transformiert oder direkt vervielfacht und anschließend gleichgerichtet.